# 德国驻北海领事馆
德国驻北海领事馆是原德意志国派驻中国北海市的领事级别外交代表机构，自1886年起设立，至1908年撤出，历时23年。领事馆原址现作为北海近代建筑的组成部分被收录为全国重点文物保护单位。

## 历史
北海自古以来便是中国对外贸易的重要商埠，其下辖的合浦港早在汉朝即为中国“海上丝绸之路”的始发港之一。明清期间，北海发展为两广及云、贵、川货物的主要进出口岸。1876年，中英《烟台条约》将北海辟为对外通商口岸。此后，西方列强陆续通过通过政治、经济、宗教、文化等手段在此建立据点，分享中国的市场和资源，以达到实行经济、文化侵略的目的。
光绪十二年（1886年），德国开始在北海设立领事机构。初期其领事业务由英国驻北海领事代理。至光绪二十九年(1903年)，德国才委派本国人法时敏担任代理领事，并暂借税务司公馆办公。当时，在航运和商务方面，德国商船在北海活动频繁。为适应馆务活动的需要，德国终于光绪三十一年（1905年）8月在北海建成新馆，并代理琼州（海口）的领事事务，直至1908年闭馆。至民国六年（1917年）3月，因第一次世界大战爆发，中德断交，德国领事机构全数撤离中国，馆署洋房转卖他人。

### 历任领事
以下为德国驻北海历任领事：
| 中文名 | 原文名 | 就任   | 离任   | 备注                   |
| ------ | ------ | ------ | ------ | ---------------------- |
| 阿林格 |        | 1886年 | 1889年 | 由英国驻北海领事兼任   |
| 司格达 |        | 1889年 | 1894年 | 由英国驻北海领事兼任   |
| 任森   |        | 1894年 | 1895年 | 由英国驻北海领事兼任   |
|        |        | 1895年 | 1899年 | 由英国驻北海领事兼任   |
| 胡力穑 |        | 1899年 | 1901年 | 由英国驻北海领事兼任   |
| 绥讷   |        | 1901年 | 1902年 | 由英国驻北海领事兼任   |
| 博诺德 |        | 1902年 | 1902年 | 由英国驻北海领事兼任   |
| 李达礼 |        | 1902年 | 1903年 | 由英国驻北海领事兼任   |
| 法时敏 |        | 1903年 | 1908年 | 兼理琼州（海口）领事务 |
| 麦令豪 |        | 1908年 | 1908年 | 由德国驻琼州领事兼任   |

## 建筑
德国驻北海领事馆办公楼建成于1905年，位于北部湾中路南珠宾馆大院内。该楼主体建筑总面积1362.9平方米，为南向卷拱回廊式建筑，砖木结构长23.1米，宽18.5米，高二层；回廊宽2.5米，正门有门廊，门廊两边各有长10米的弧形台阶；四面坡屋顶，采用石灰砂浆裹垄瓦面，地垅高2米。庭院内有几株年逾百岁的樟木树，是一幢颇为讲究的西洋建筑物，为德国在北海开设外事机构的物证。
办公楼在德国撤馆后至中华人民共和国成立前曾是广东省白石盐场公署所在地，此后为北海市党校使用，1983年起亦曾用作中国工商银行北海分行的幼儿园，如今则闲置。办公楼主体建筑至今保存完好，附属建筑则未获保留。该旧址于1994年被核准为广西区省级文物保护单位，2001年6月25日则作为北海近代建筑的组成部分被中国国务院公布为第五批全国重点文物保护单位。
2013年，北海市政府受北海市文化局的委托，对德国驻北海领事馆旧址开展全面维修工程，维修内容主要包括对领事馆旧址的屋面、楼面、墙面、墙体、桁条、桁架、楼楞、楼木梁、吊顶、楼梯、楼地面、门窗、台阶、楼梯、壁炉等进行修复，工期为240个自然日。至2013年12月，建筑已完成屋面维修。由于历史原因，德国驻北海领事馆旧址尚未对公众开放。北海市文化局正计划用时2年，将包括该址在内的北海近代建筑整合至一起，建成北海近代西洋建筑文化旅游线路，供游人参观。